# Frederik Poulsen
Frederik Poulsen (* 7. März 1876 in Hvilsager; † 8. November 1950 in Hellerup) war ein dänischer Klassischer Archäologe.
Frederik Poulsen studierte nach dem Besuch der Randers Statsskole ab 1894 an der Universität Kopenhagen und erlangte dort 1899 den Magistergrad. Schon zuvor hielt er sich zu Studien in Göttingen (1896–97 bei Ulrich von Wilamowitz-Moellendorff) und München (1897 bei Adolf Furtwängler) auf. Von 1900 bis 1901 vertiefte er seine Studien in Bonn (bei Georg Loeschcke) und von 1902 bis 1903 in Berlin. Nach einem Studienaufenthalt in Griechenland wurde er 1904 in Kopenhagen bei Johan Ludvig Heiberg mit der Arbeit „Dipylongravene og Dipylonvaserne“ promoviert. Von 1905 bis 1907 war er Mitglied der École française d’Athènes. Ab 1910 war er Assistent an der Antikenabteilung der Ny Carlsberg Glyptotek in Kopenhagen, ab 1915 leitete er die Abteilung, von 1926 bis 1943 war er Direktor des Museums.
Die Antiken der Ny Carlsberg Glyptotek standen im Zentrum seiner wissenschaftlichen Arbeit, er publizierte die etruskische Sammlung sowie insbesondere den Gesamtkatalog der antiken Skulpturen. Auch konnte er die Sammlung des Museums durch zahlreiche Neuankäufe erweitern. Ausgehend von seiner Dissertation war die frühgriechische Kunst ein weiteres seiner Forschungsgebiete, ferner publizierte er wichtige Studien und Kataloge zum antiken Porträt. Daneben führte er Grabungen in Griechenland durch (Heroon von Kalydon (Ätolien), 1926, 1928, 1932, 1935). Er schrieb mehrere populärwissenschaftliche Bücher zur Kunst und Kultur des Altertums sowie Romane.